# Gdzie śpiewają raki (film)
Gdzie śpiewają raki (ang. Where the Crawdads Sing) – amerykański film kryminalny z 2022 roku w reżyserii Olivii Newman. Adaptacja powieści Delii Owens pod tym samym tytułem z 2018.

## Fabuła
Akcja dzieje się w połowie XX wieku na mokradłach w okolicach Barkley Cove, prowincjonalnego miasteczka u wybrzeży Karoliny Północnej. Kya Clark nazywana Dziewczyną z Bagien przyciąga uwagę dwóch mężczyzn. Wkrótce piękna i bystra kobieta zostaje oskarżona o zamordowanie jednego z nich – Chase’a Andrewsa.

## Obsada
- Daisy Edgar-Jones jako Kya Clark
- Taylor John Smith jako Tate Walker
- Harris Dickinson jako Chase Andrews
- David Strathairn jako adwokat Tom Milton
- Garret Dillahunt jako ojciec Kyi
- Ahna O’Reilly jako mama Kyi
- Jayson Warner Smith jako zastępca szeryfa Joe Purdue
- Eric Ladin jako prokurator Eric Chastain

## Produkcja
Zdjęcia kręcono od marca do czerwca 2021 r. w Nowym Orleanie i Houma w Luizjanie. Film został wyprodukowany przez Reese Witherspoon i Lauren Neustadter. Film zarobił na świecie ponad 140 milionów dolarów przy budżecie wynoszącym 24 miliony dolarów. Za dystrybucję odpowiadały m.in. przedsiębiorstwa United International Pictures, Sony, Columbia Pictures.

## Ścieżka dźwiękowa
Ścieżka dźwiękowa została skomponowana przez Mychaela Dannę. Piosenkę do filmu napisała i wykonała Taylor Swift. W 2023 roku jej utwór "Carolina" był nominowany do Złotych Globów.

### Lista utworów
1. “Carolina” Taylor Swift
2. “Out Yonger Where The Crawdads Sing” Mychael Danna
3. “A Swamp Knows All About Death” Mychael Danna
4. “They Called Me Kya” Mychael Danna
5. “The Marsh Girl” Mychael Danna
6. “Mussels For Jumpin” Mychael Danna
7. “A Feather From Tate” Mychael Danna
8. “Am I Your Girlfriend Now?” Mychael Danna
9. “Snow Geese” Mychael Danna
10. “Another Season Passed” Mychael Danna
11. “You're Never Going To Come Back” Mychael Danna
12. “The Fourth Of July” Mychael Danna
13. “View From The Fire Tower” Mychael Danna
14. “Clothes From Miss Mabel” Mychael Danna
15. “Chase Andrews” Mychael Danna
16. “Red Wool Fibres” Mychael Danna
17. “I Just Wanna Talk” Mychael Danna
18. “With Royalties To Follow” Mychael Danna
19. “We The Jury” Mychael Danna
20. “It Was Aways Tate” Mychael Danna
21. “I Am Every Shell Washed Upon The Shore” Mychael Danna
22. “Teach You To Read” Mychael Danna